# Guðrun Gaard
Guðrun Gaard (døbt Rasmussen) (født 3. august 1947 på Færøerne) er en færøsk forfatter. Hun er uddannet mag.art. og ph.d. i Nordisk Litteratur.
Gaard skrev sin ph.d.-afhandling, Far fram á torg, om digteren Regin Dahls forfatterskab i 2005. Gaard fik i 2006 den færøske faglitteraturpris Bókmentavirðisløn M.A. Jacobsens for ovennævnte værk. Derudover hun har bidraget med artikler og foredrag i radio, aviser og videnskabelige tidsskrifter.
Gaard fik den færøske børnebogspris (Barnamentanarheiðursløn Tórshavnar býráðs, som dengang kaldtes Barnabókaheiðursløn Tórshavnar býráðs) i 1984.